# 山地语
山地语（羅馬化：Al-Jibālīyah）。是一种现代南阿拉伯语言，使用者主要在阿曼佐法尔省。

## 使用族群
在佐法尔，雨季降雨充沛的丰饶山区称为什赫尔（山地语：或），而山区原住民因此称为什赫尔人（山地语：或，羅馬化：Al-Shaḥrī / Al-Shaḥrah）。什赫尔人是使用山地语的主要族群之一。
后来，外族入主佐法尔，成为统治阶级，什赫尔人则沦为没有部落组织的佣佃。统治什赫尔人的这支外族称为阿赫克利人或哈克利人（羅馬化：Al-Ḥaklī），也叫盖拉人（羅馬化：Al-Qarāwī / Al-Qarā）。他们虽然征服了什赫尔人，但是在语言上却被什赫尔人同化，成为山地语使用者。
除了什赫尔人和阿赫克利人这两支以山地语为母语的族群，贝都因人的凯西尔部落以及佐法尔的一些小族群亦使用山地语。

## 名称
山地语有许多不同的称谓。由于族群之间的历史问题，不同的族群对此有不同的偏好，语言学者对山地语也没有统一的叫法。
西方人最早接触山地语是通过社会地位高的阿赫克利人，因此把山地语叫做阿赫克利语（Ehkili），类似的叫法还有盖拉语（Qarawi），但现在这些名称已极少使用。
什赫尔人更愿意把山地语叫做什赫尔语（山地语：或）。Miranda J. Morris、Janet C.E. Watson、Alex Bellem等学者亦采用此称谓。或据阿拉伯语（羅馬化：Al-Shaḥrīyah）转译为舍赫里语（英語：Shehri）或沙赫里语（英語：Shahri）。
“什赫尔”在山地语中的本意是山地，同义的阿拉伯语词是“吉巴勒”（羅馬化：jibāl），其衍生词“吉巴利人”（羅馬化：Al-Jibālī）既可以指什赫尔人也可以指阿赫克利人，因此山地语也叫吉巴利语（羅馬化：Al-Jibālīyah）。由于什赫尔人在旧时代社会地位较低，“什赫尔”一词曾有负面含义，阿赫克利人更愿意把山地语叫做吉巴利语。Thomas Muir Johnstone、Aaron D. Rubin等学者以及许多语言数据库（如、世界濒危语言地图册、濒危语言项目）亦采用此称谓。

## 方言
山地语主要分为三大方言：
- 中部方言：分布于盖拉山（阿拉伯语：جبل القرا）一带
- 东部方言：分布于塞姆汉山（英语：Jabal Samhan Nature Reserve）一带
- 西部方言：分布于盖迈尔山（阿拉伯语：جبل القمر）一带

## 延伸阅读
- 20世纪初的什赫尔人（Shahara/Shahari）、阿赫克利人（Qara）等佐法尔族群的风土人情：Thomas, Bertram. . The Journal of the Royal Anthropological Institute of Great Britain and Ireland. 1929, 59: 97–111  [2021-03-25]. ISSN 0307-3114. doi:10.2307/2843560. （原始内容存档于2019-11-01）.